# 莊岳
莊岳（英語：Sou Gaku；1994年12月18日—），台灣男演員。淡江大學日本語文學系畢業，麗澤大學修業一年，畢業專題是〈貓咪心理學的翻譯〉。

### 電視、電影、短片
- 客家電視事業股份有限公司《唱歌給你聽》，飾：阿傑

- 台北當代藝術館 signal z《午夜遊樂場》黃良盛

- 《無法離開的人VR》阿坤（年輕時期）
- 《台灣犯罪故事》單元4：《黑潮之下》， 保防官
- 《流麻溝十五號》莊正雄
- 《校花的貼身高手》
- 《喬治失蹤的日子》
- 《愛的詐欺犯》
- 《茶金》大餅頭
- 《華燈初上》警員
- 《搜尋者》楊耀祖（瘦皮猴）
- 《欺妻49天》張震廷
- （香港）《異流與站》
- （日本）《東風月音》
- 台藝大《聽吶》
- 台藝大《午夜游離》
- 世新《迷失台北》
- 世新《快槍俠》
- 世新《阿德的最後一天》
- 東方設計大學《樂土》
- 北藝《颱風就要來了》
- 北藝《地下道》
- 北藝《你和貓》
- 北藝《橋墩上》
- 北藝《而我呢？》
- 北藝《八里的海》
- 北藝《再見再也不見》
- 北藝《林幻與夢露》
- 北藝《失戀大作戰》
- 北藝《外套》

### 音樂錄影帶
- 王力宏 《七十億分之一》
- 周杰倫 《我要夏天》
- BARRY 《台北灰市》
- 梁靜茹2020世界巡演-我們的故事
- 楊仁沛 《是你是你》
- BARRY 《台北灰市》
- 七月半 《哭吧逗號》
- 老破麻 《毒蟲》
- 老破麻 《自由媒體》
- 家家 《祝我幸福》
- 三原慧悟 《Greatest Story》
- Aminato《剃度》
- 周予天 《小小的愛》
- 展榮展瑞 《十分鐘的戀愛》
- 蕭煌奇 《送予你的歌》
- 赤楊《森林海》
- 赤揚《默契》
- kalabebe《to my audience 》
- seeking the spark《psycho》
- 餵飽豬《宿醉》
- 林俊傑《如果我還剩一件事可以做》

### 廣告代言
- 可口可樂公司雪碧-水下篇
- 樂淘
- 華山1914文化創意產業園區形象片
- 733右腦圖像學英文
- 鄭杏泰生物科技鄭杏泰胃達樂
- 臺北市政府工務局新建工程處標案
- 泊樂建案
- 呈鎬科技
- 伯樂滑板
- 旋轉售衣
- 中國時報母親節計畫
- 台灣大哥大基金會第15屆myfone行動創作獎前導片
- 淚體字體設計師Alen Yang 募資宣傳
- 淡水npc實鏡解謎遊戲popworld蹦世界
- 讓我聽你說教育部療癒系podcast節目前導片
- 《時間旅客》客家電視台20週年形象短片

## 獎項紀錄
| 年份   | 獎項名稱           |              | 作品名稱   | 角色名稱 | 結果 |
| ------ | ------------------ | ------------ | ---------- | -------- | ---- |
| 2023年 | 第28屆亞洲電視大獎 | 最佳男配角獎 | 《搜尋者》 | 楊耀祖   | 獲獎 |

## 外部連結
- 莊岳的Facebook （页面存档备份，存于）
- 莊岳的Instagram